# Productividad (ecología)
En ecología, la productividad es la producción de biomasa por unidad de tiempo y área. En la agricultura el factor de producción fundamental es la tierra o, más específicamente, el suelo, que es en sí mismo un sistema de producción con elementos vivos y que, utilizando energía y otros insumos, produce biomasa; este proceso productivo se realiza regularmente con o sin intervención humana y tiene, por lo tanto, una productividad propia independiente de aquella del sistema económico; la productividad biológica, que puede ser primaria o secundaria. La biomasa es la materia orgánica producida por los organismos consumidores o heterótrofos (viven de las sustancias orgánicas ya sintetizadas por las plantas, como es el caso de los herbívoros).

## Unidades
La unidad más común es g/m²/año, aunque en ocasiones la unidad de tiempo o superficie puede cambiarse, por ejemplo por la conveniencia de la escala en el estudio realizado (meses, horas, etc.).

### Ejemplo
Se puede decir que la productividad de vicuñas de una superficie de 70,000 hectáreas ha sido de 22 000 animales, con un peso de 25 kg por animal, lo que da en total 550,000 kg, o sea, 7,8 kg/ha/año.

## Tipos de productividad

### Productividad primaria
Se define como la tasa a la cual la energía radiante es almacenada por la actividad fotosintética en forma de materia orgánica, que puede ser utilizada como alimento.  En otros términos, es la tasa de conversión de energía radiante en energía química y materia orgánica, pues los organismos fotosintéticos utilizan la energía proveniente del Sol, el dióxido de carbono y las sales minerales para producir la materia orgánica. Se suele distinguir entre productividad primaria bruta y productividad primaria neta.

#### Productividad primaria bruta
La producción primaria bruta de un ecosistema es la energía total fijada por fotosíntesis por las plantas.
Es la medida de velocidad de la actividad foto sintética del ecosistema.

#### Productividad primaria neta
La producción primaria neta es la energía fijada por fotosíntesis menos la energía empleada en la respiración, es decir, la producción primaria bruta menos la energía utilizada en la respiración.

### Productividad secundaria
Es la generada por los organismos secundarios heterótrofos o consumidores, a partir de los organismos primarios.